# Василиск (цезар)
Вижте пояснителната страница за други личности с името Василиск.
Василиск Младши (на латински: Basiliskos; на гръцки: Βασιλίσκος), на монети: Лъв Цезар (Leo Caesar), е под-император през 476 – 477/478 г. на византийския император Зенон.

## Биография
Син е на Армат (militum praesentalis, консул 476 г.), който е племенник на императора Василиск (475 – 476) и на Елия Верина, съпругата на император Лъв I (457 – 474).
През август 476 г. Зенон смъква с военна помощ Василиск от трона и спечелва отново управлението в Константинопол. Консулът тази година Армат преди това е на страната на Зенон и той му благодари като издига сина му Василиск на Цезар през есента 476 г. в Никея. Понеже рожденото му име е недопостимо и като спомен на умрелия преди две години син на Зенон, той получава новото име Лъв.
Като Лъв Нов Цезар (Leo Novus Caesar) той се появява заедно със Зенон на монети.
Заради интригите на Ил баща му Армат е екзекутиран през 477/478 г. Василиск (Лъв) е смъкнат и облечен в свещенически дрехи. Според Евагрий Схоластик той става по-късно епископ на Кизик.